# Église de l’Invention de Saint-Étienne-lès-Remiremont
L'église de l’Invention se situe dans la commune française de Saint-Étienne-lès-Remiremont, au cœur du parc naturel régional des Ballons des Vosges dans la région Grand Est.

## Histoire et architecture
L'église de l’invention, comme elle se nomme officiellement, date du XVIIIe siècle et a été consacrée en 1759. Elle a remplacé, du fait de son exiguïté, l’ancienne église qui se trouvait initialement à l’emplacement du monument aux morts, avec le buste d'un poilu et une immense croix bénite installée en 1844.
La plaque en grès blanc au-dessus du porche est le seul vestige de l’ancienne église.
Le territoire de la commune dépend de la paroisse catholique du Saint-Mont au sein du diocèse de Saint-Dié. Cette paroisse regroupe les clochers de Remiremont, Saint-Nabord et Saint-Étienne-les-Remiremont,. 
Les Stéphanois disposent de six lieux de culte :
l’’église de l’invention,,
la chapelle du Saint-Mont ou mont Habend,,
la chapelle Sainte-Claire,,.
la chapelle de Sainte-Sabine,.
la chapelle de la Madeleine, dédiée à sainte Marie-Madeleine,.
la chapelle de la Suche.

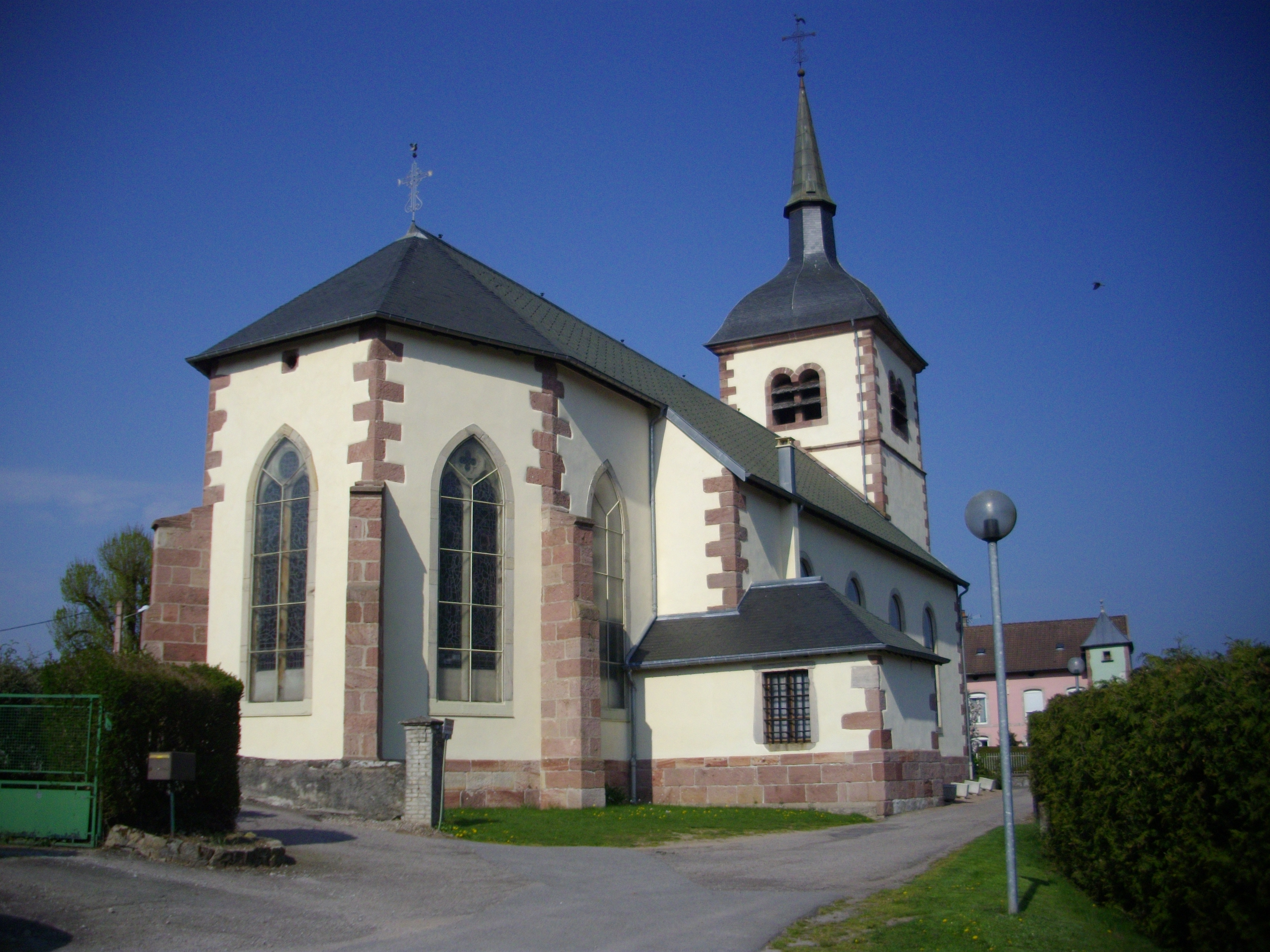
Église de l’Invention.
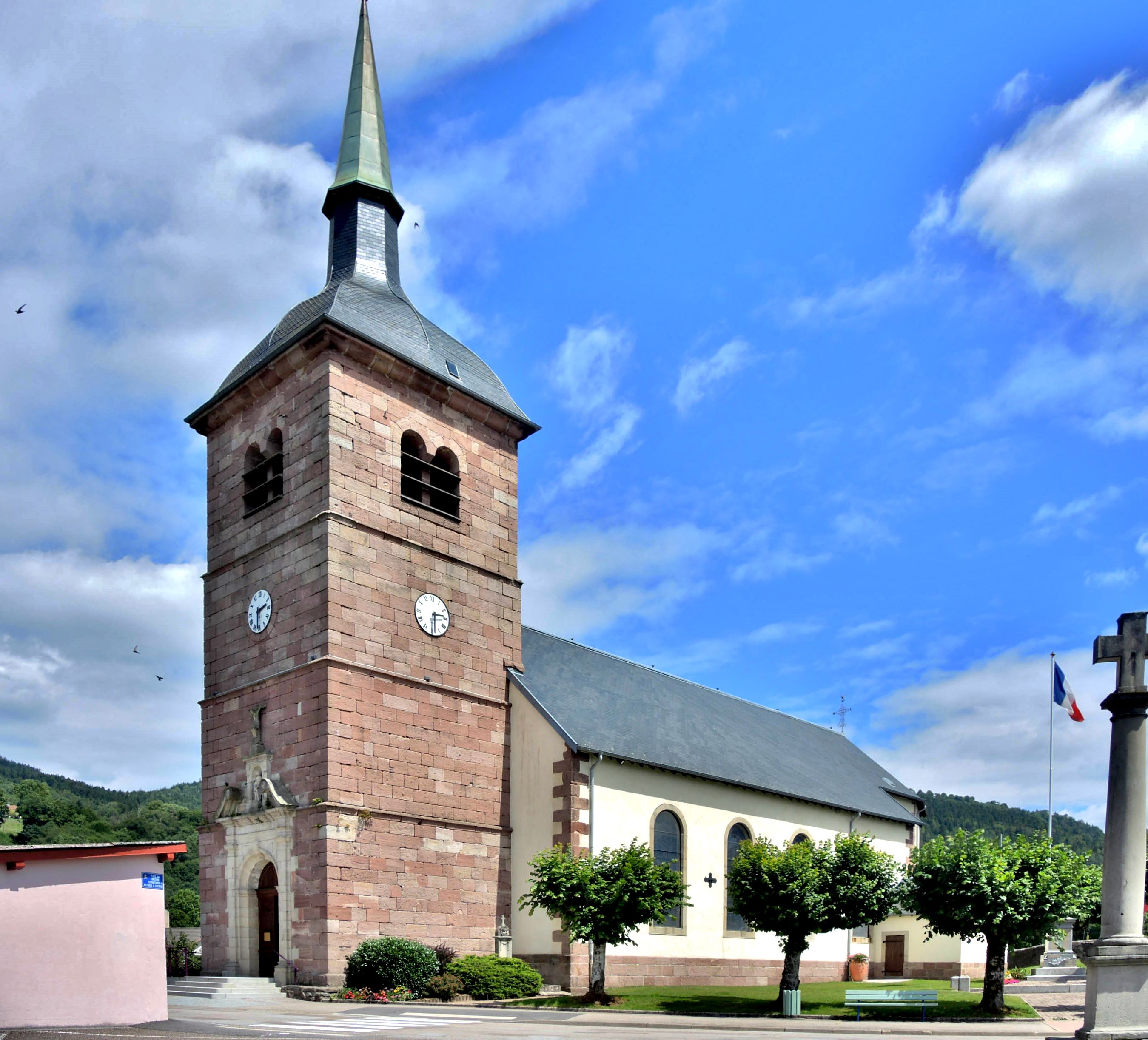
L’église consacrée en 1759, et le monument aux morts.
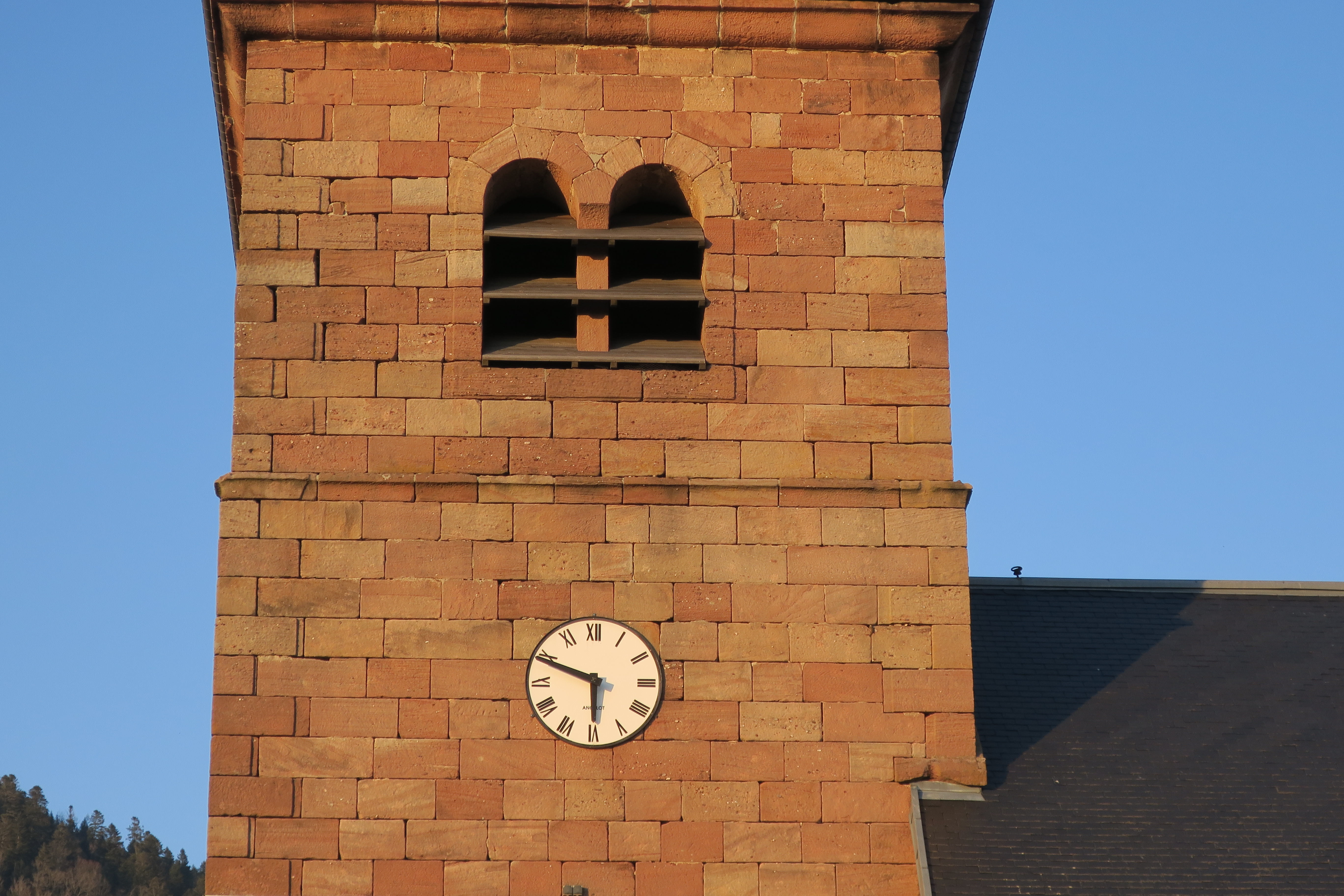
Clocher-abat-sons et horloge.
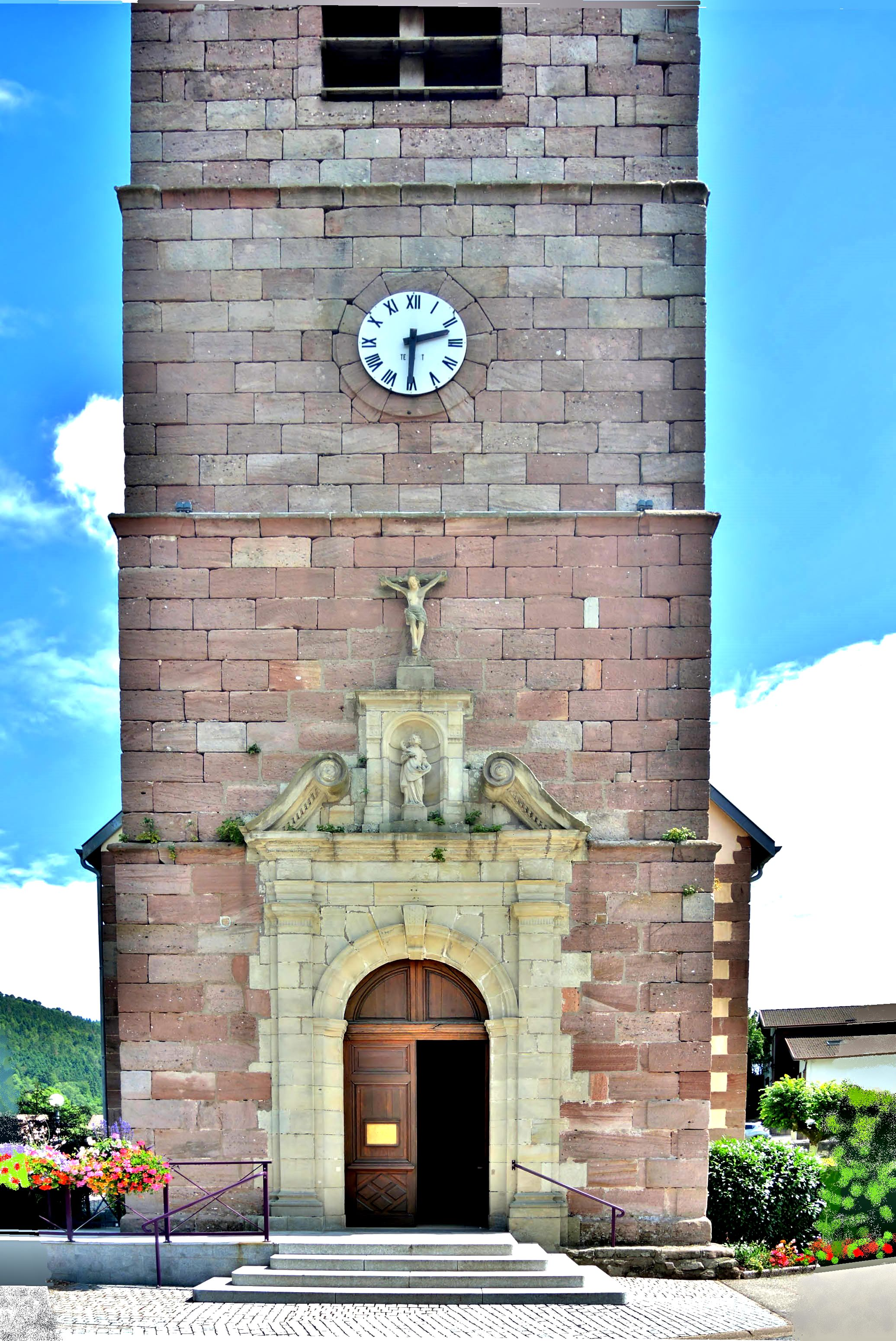
Portail et  façade nord-ouest de l'église.
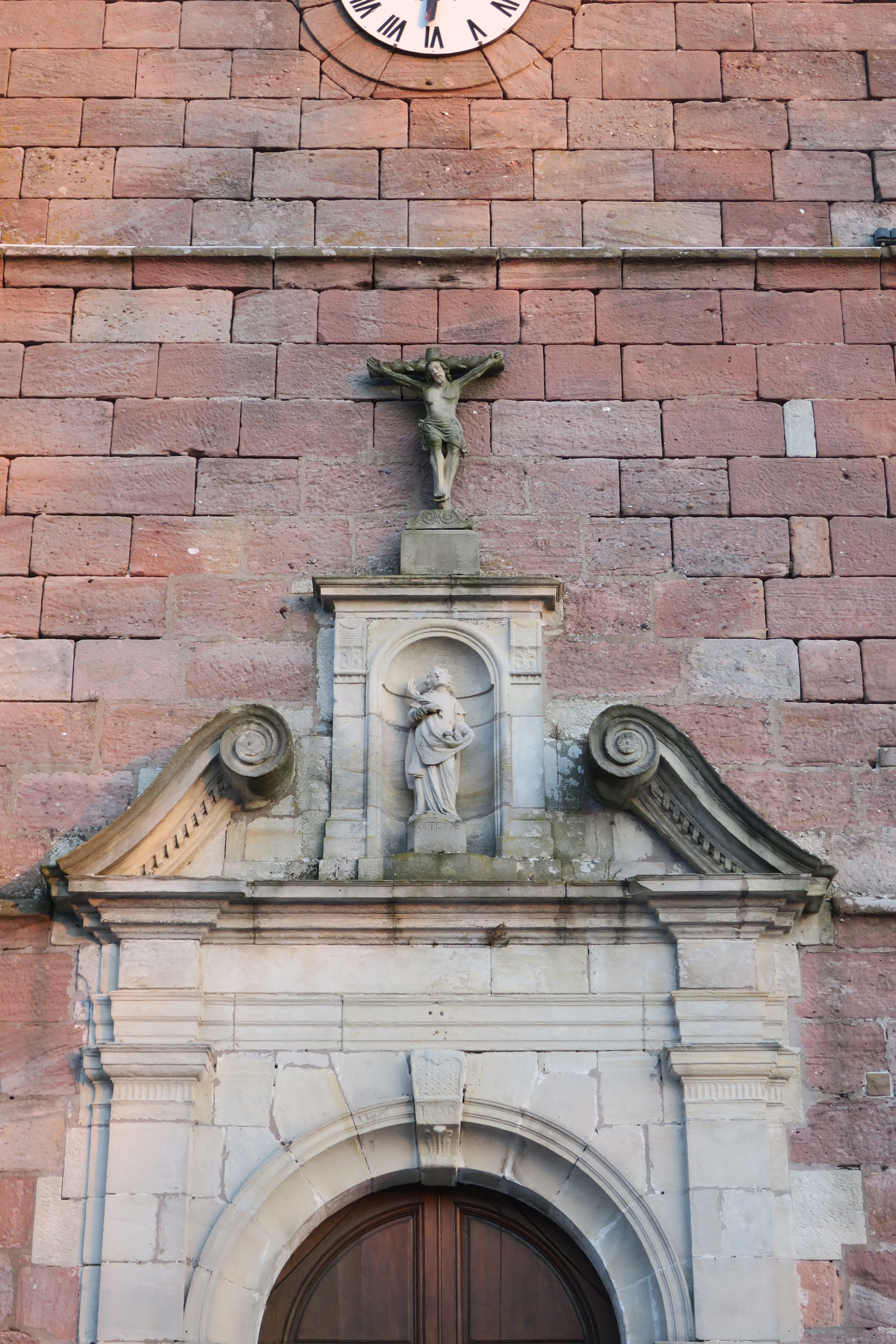
Statue de saint Étienne et crucifix sur la partie supérieure du portail de l'église.
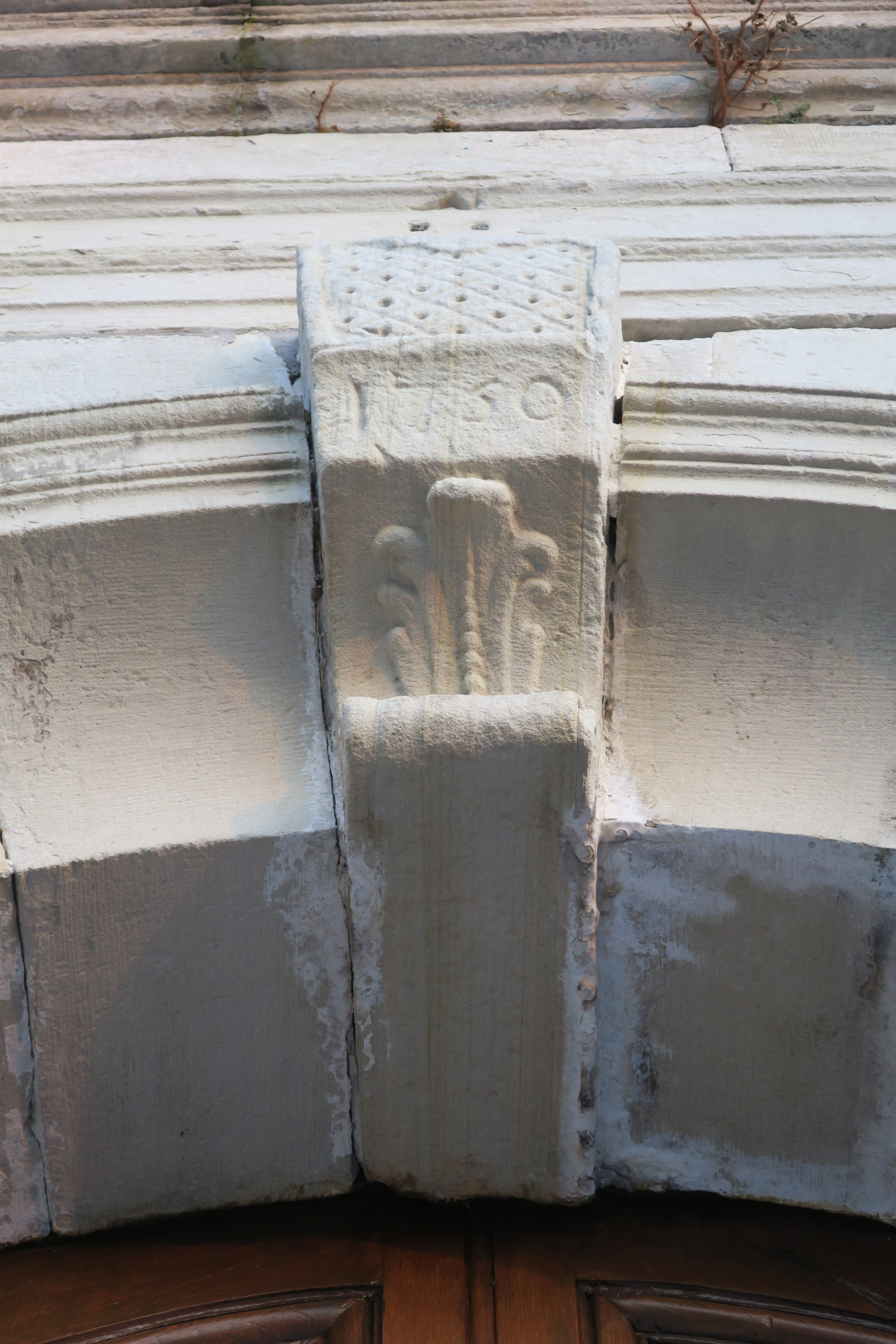
Détail partie supérieure du portail.
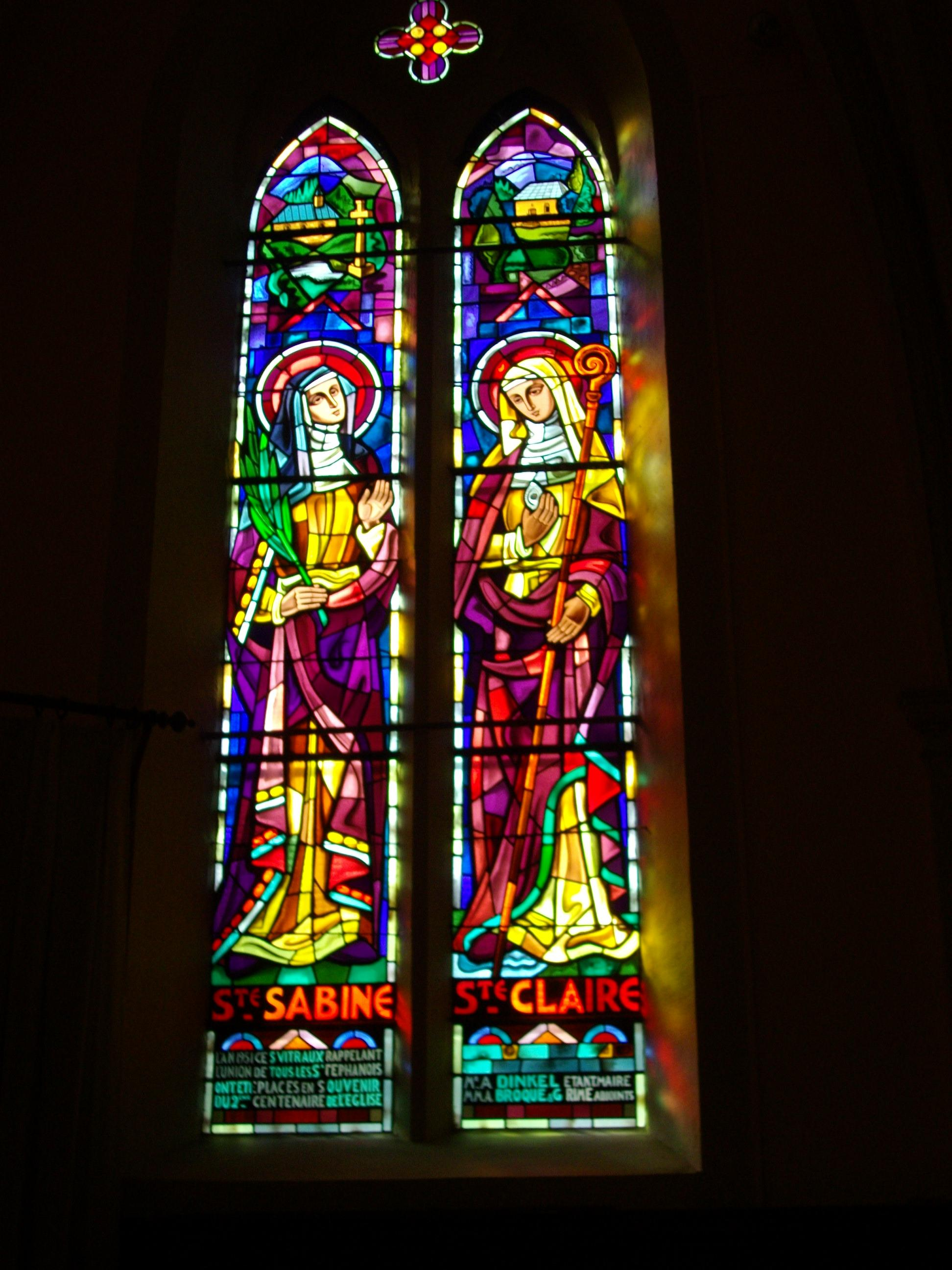
Vitraux, représentant Sainte Sabine et Sainte Claire.
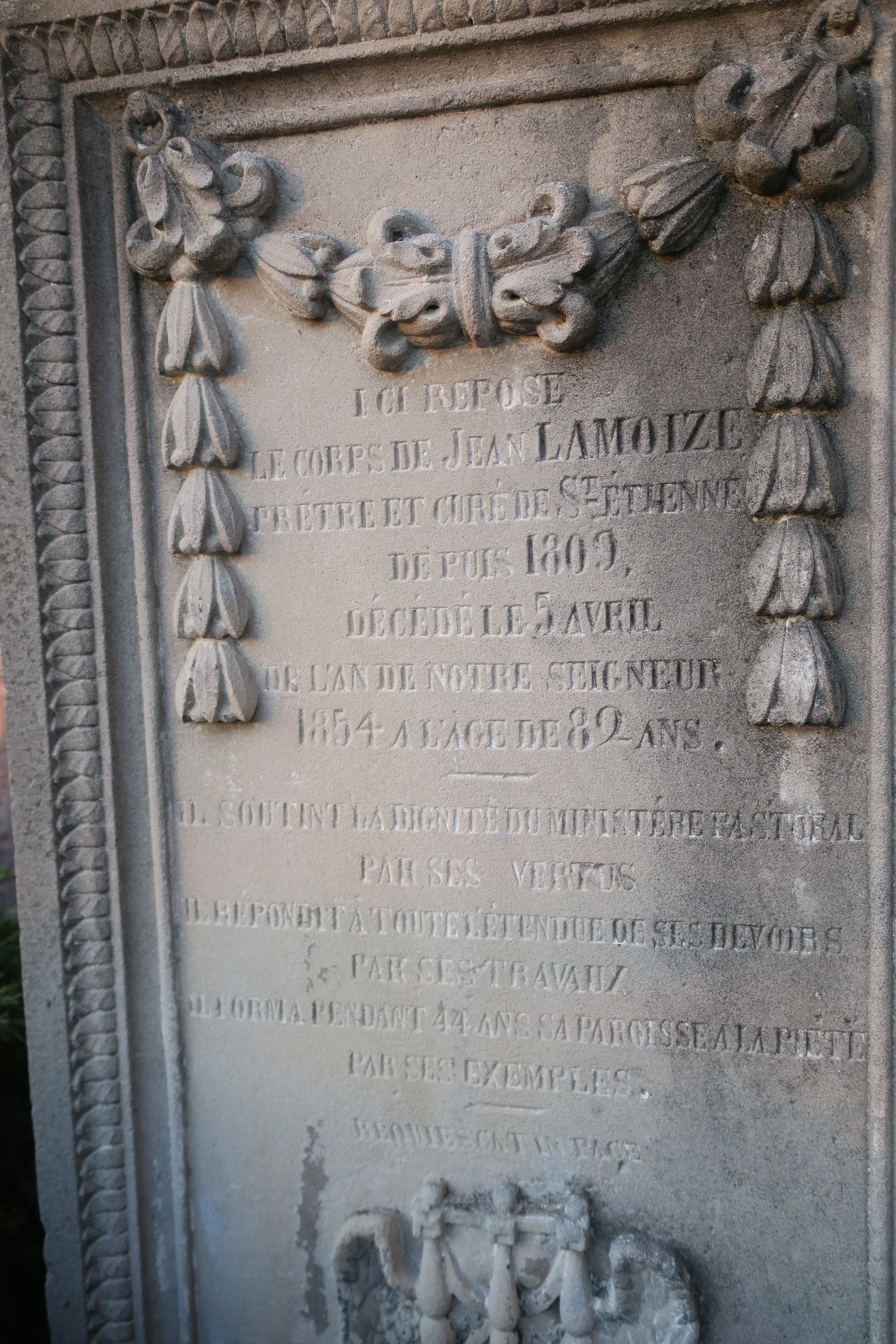
Épitaphe sur la tombe de Jean Lamoize.
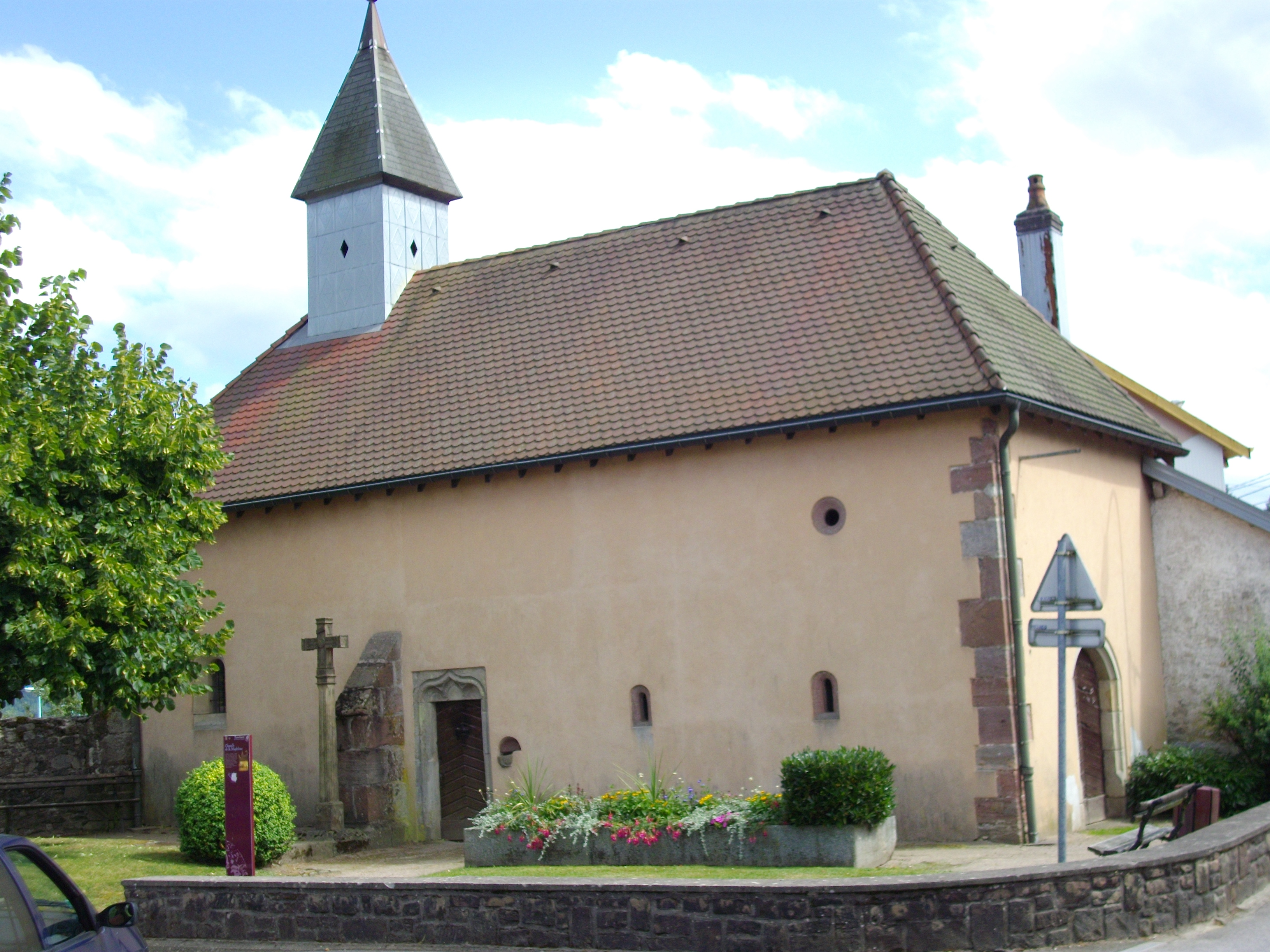
Chapelle de la Madeleine, ancienne léproserie.
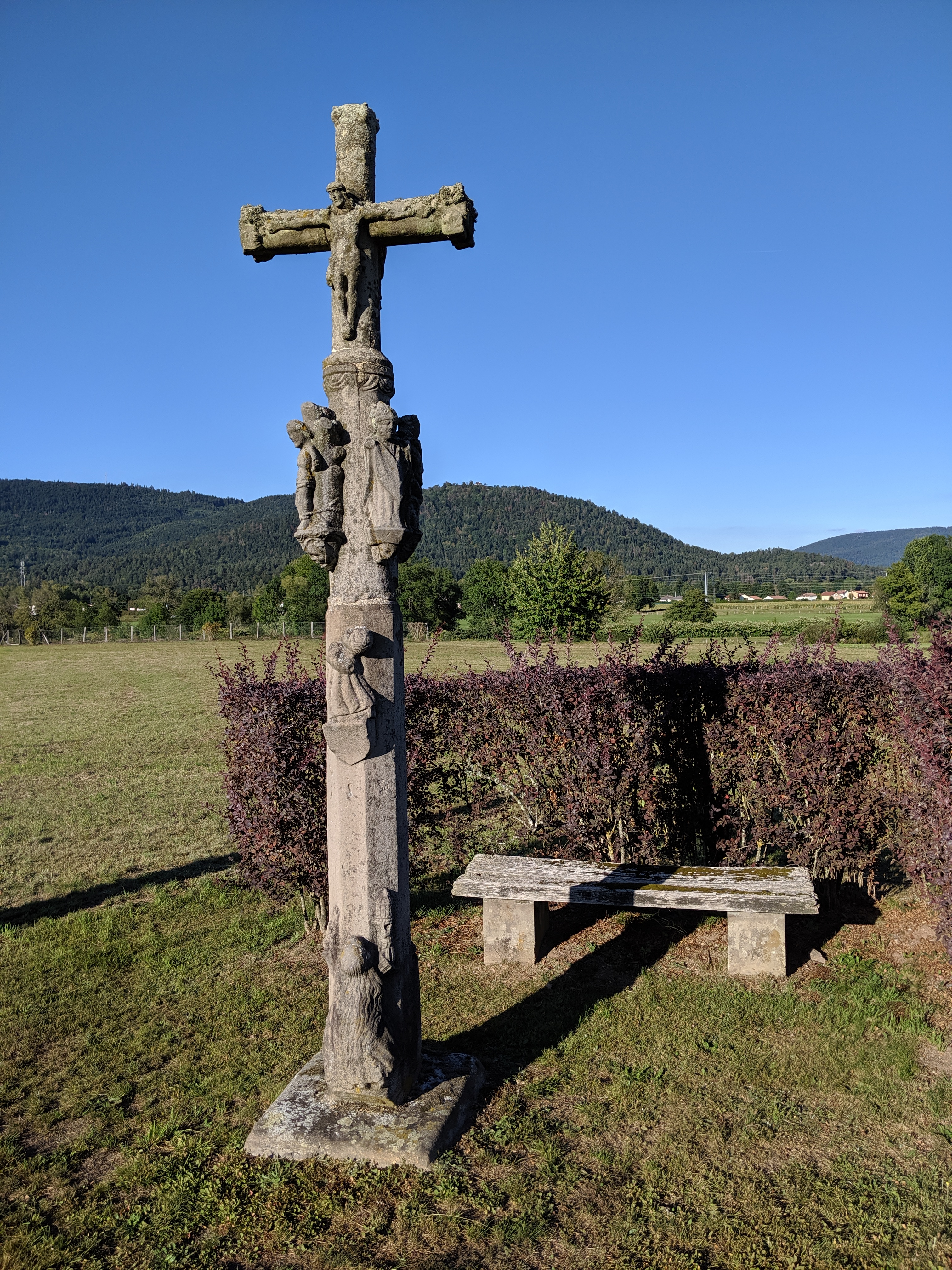
Croix de Révillon.
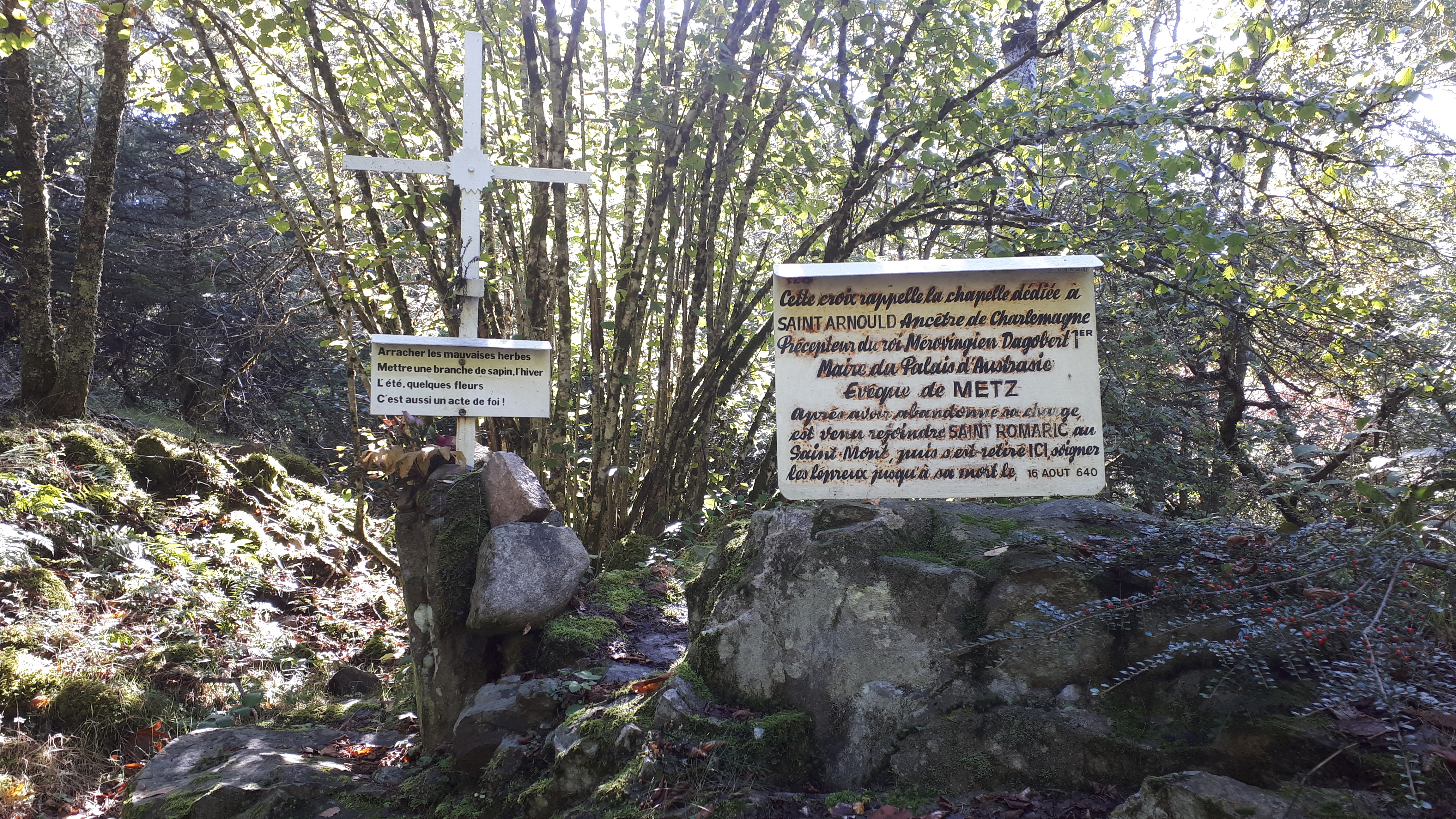
Croix de Saint Arnould.

Les vitraux, œuvres des ateliers Benoît Frères de Nancy, représentant Sainte Sabine et Sainte Claire, ont été réalisés en souvenir du 2e centenaire de l’église, en l’’An 1951. Ils rappellent « l’union de tous les Stéphanois » qui, avec quelques  industriels locaux, les ont financés pour embellir l’église. 
Les XIV stations du chemin de croix.
La cloche en bronze est de 1777. Elle a été réalisée par Thouvenot Père et Fils (fondeurs de cloches) puis classée monument historique au titre des objets mobiliers le 2 décembre 1922. 
L’horloge.

### Prêtres et modérateurs
- Grotte de Lourdes érigée en Ex-voto par l'abbé Aloïse  Michel et ses paroissiens, consacrée en 1759 et bénie  le 06 juin 1943 par Émile Blanchet, évêque catholique de Saint-Dié de 1940 à 1946 puis Recteur de l'Institut catholique de Paris de 1946 à 1966[20].
- le père Gérard Vonderscher, curé de la paroisse stéphanoise durant 36 ans[21]. Il avait fêté ses 60 ans de sacerdoce le 8 Mai 2016[22], jour de la fête de la Victoire[23]. Médaille d’honneur de la Ville de St Etienne-lès-Remiremont.
- le Père Paul Thomas.
- l’abbé Claude Durupt, prêtre modérateur de la Paroisse du St mont[24].

## Mobilier de l’église de l’Invention

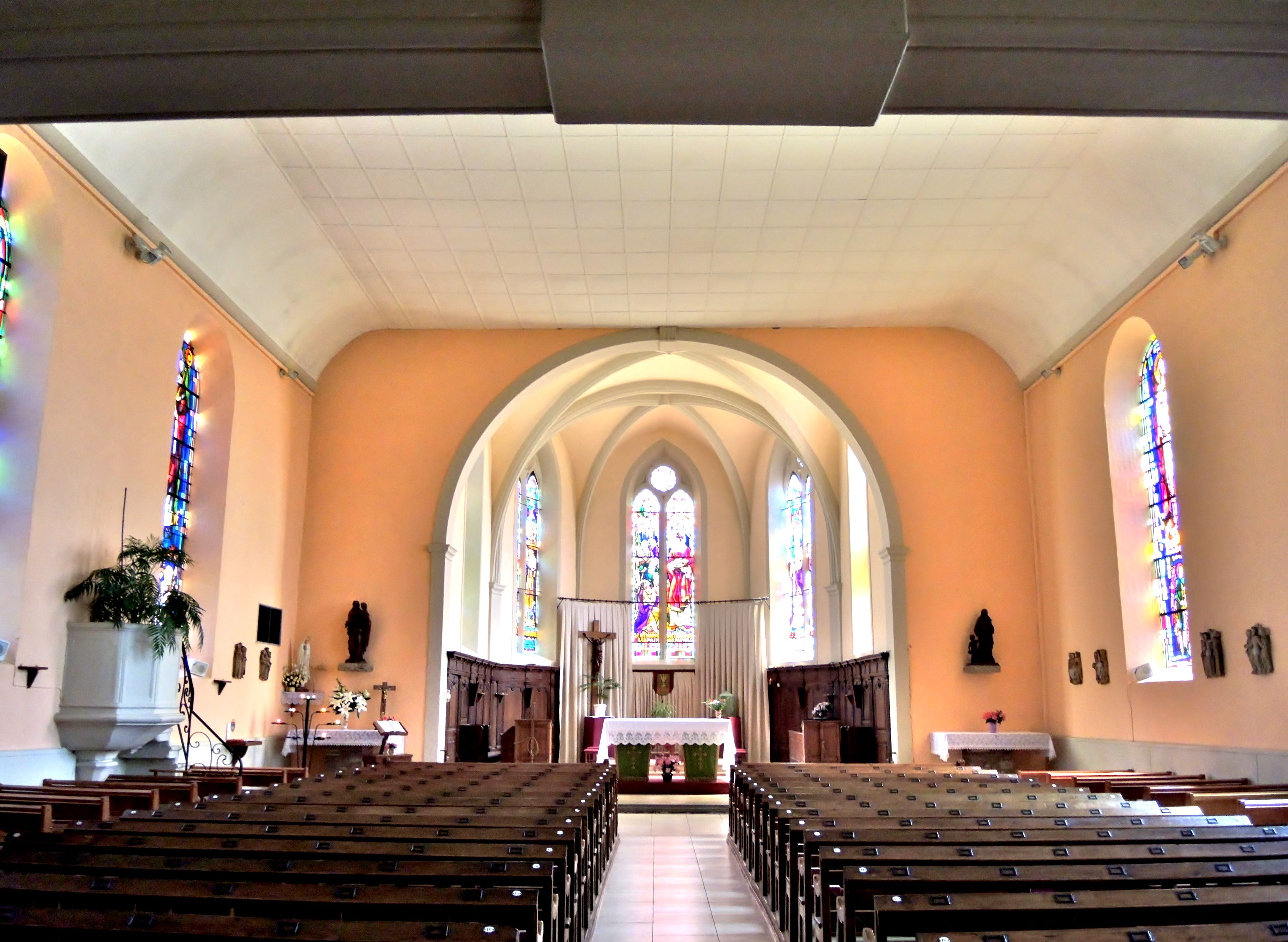
Vue vers le chœur.
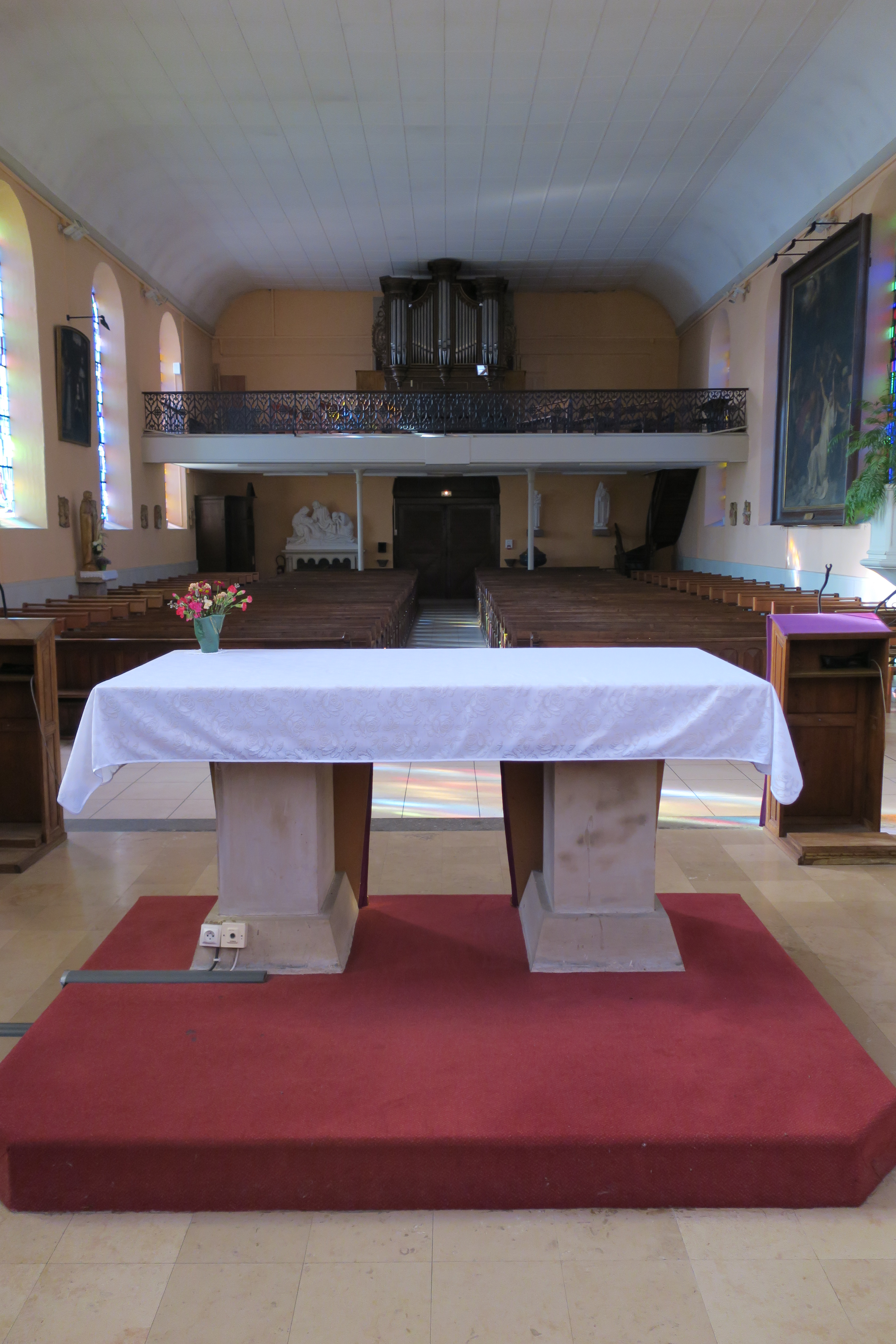
Vue de la nef vers la tribune.
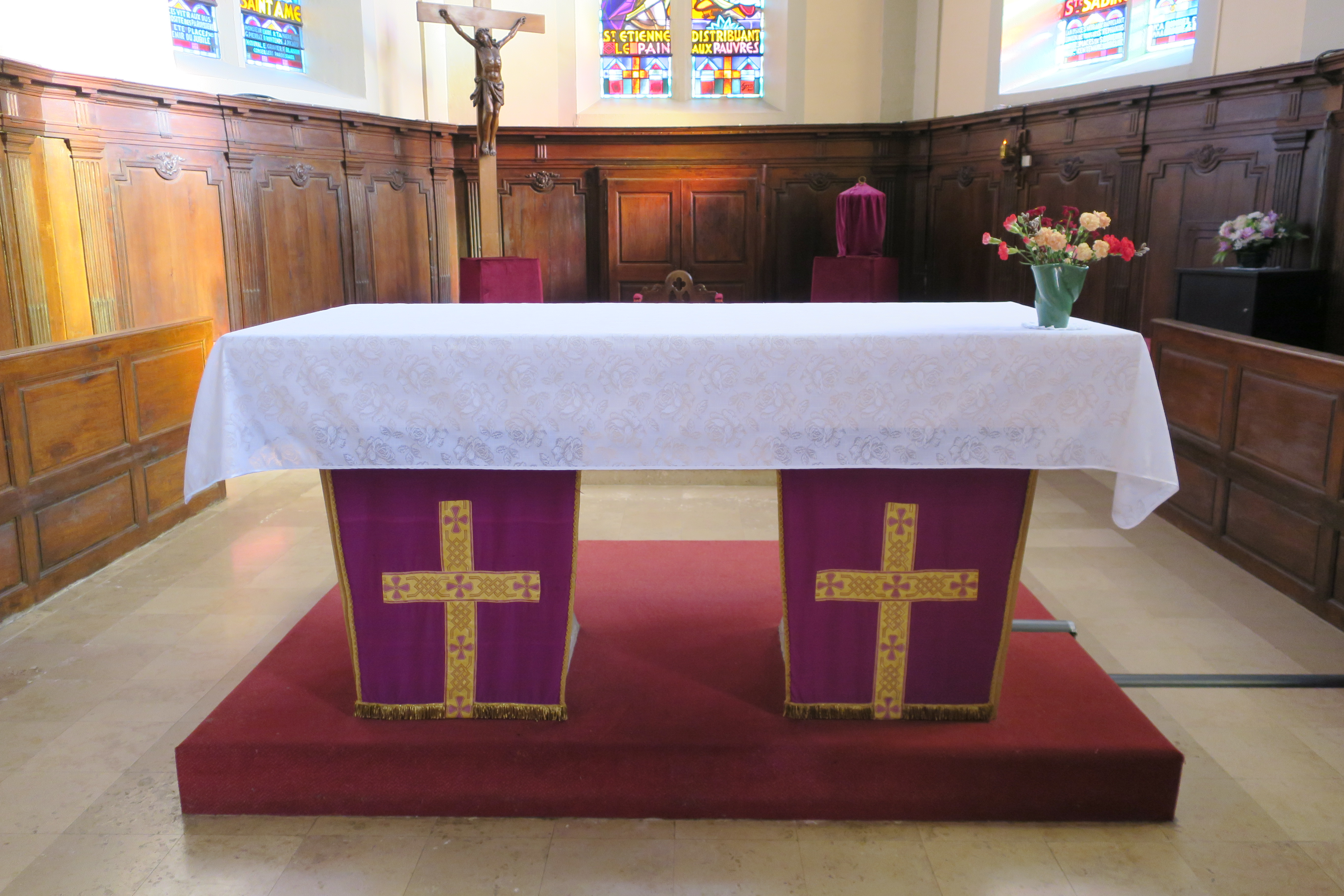
Maître autel.
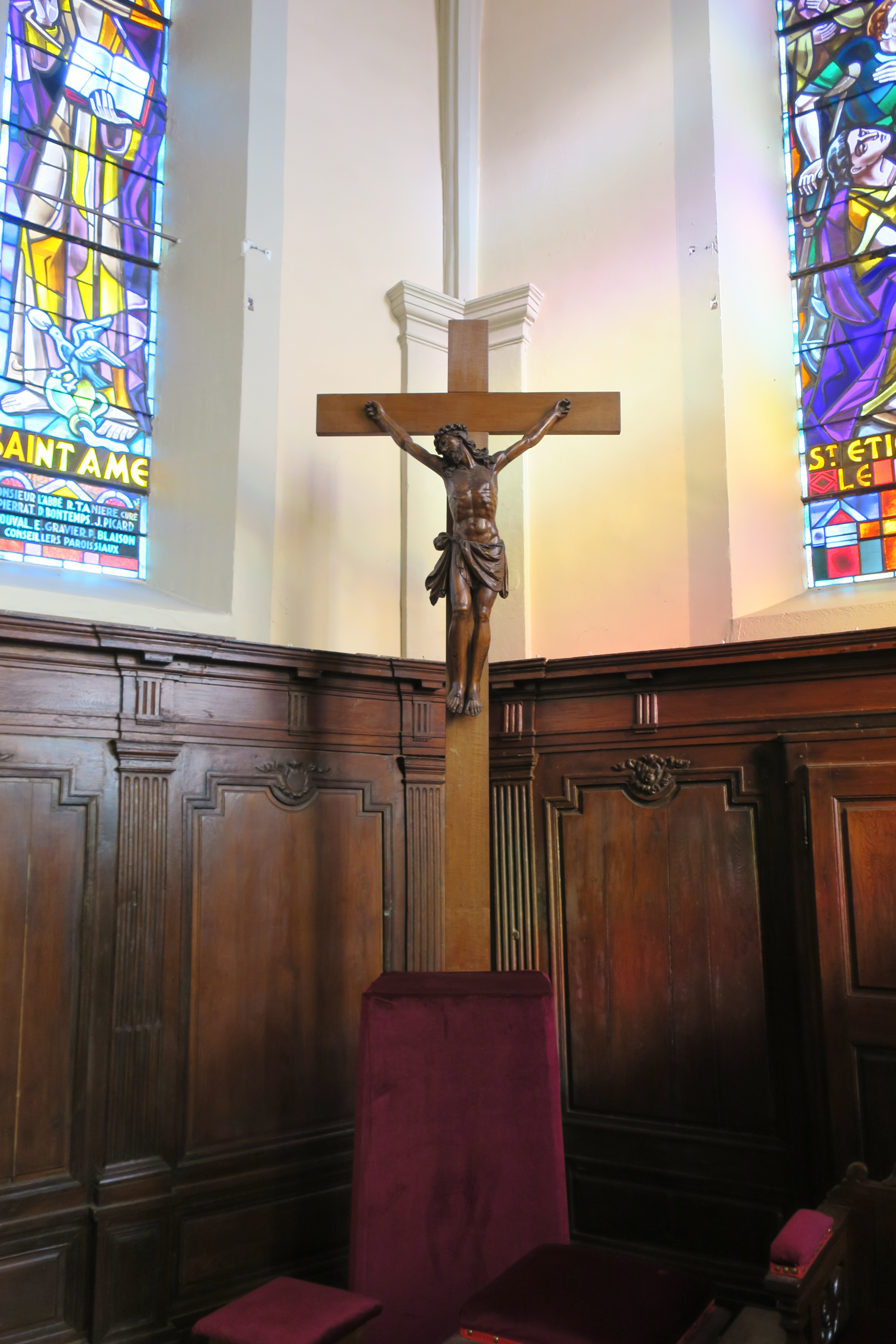
Crucifix derrière l’autel.
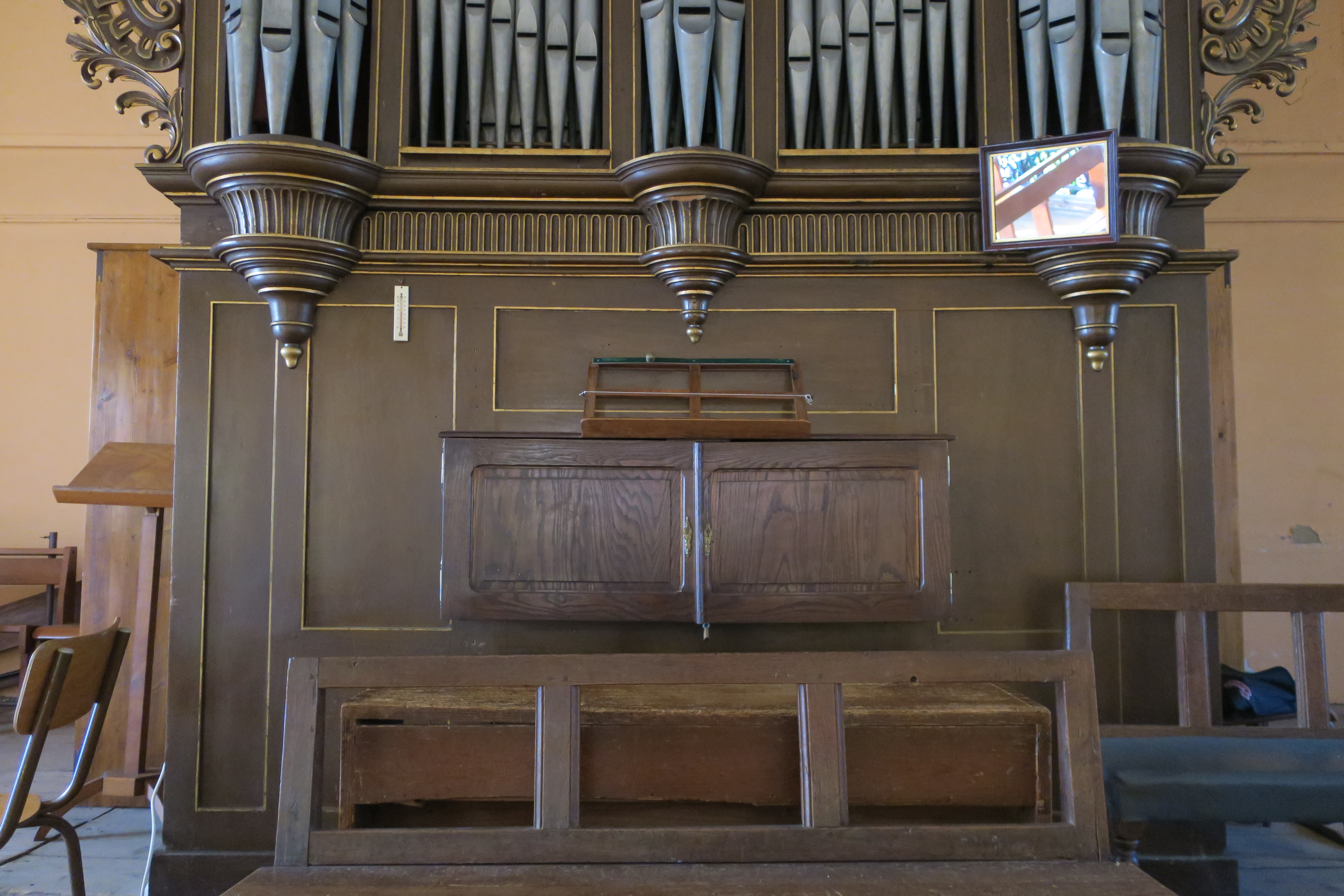
Partie inférieure du buffet d'orgue de 1872 des frères Géhin[25].
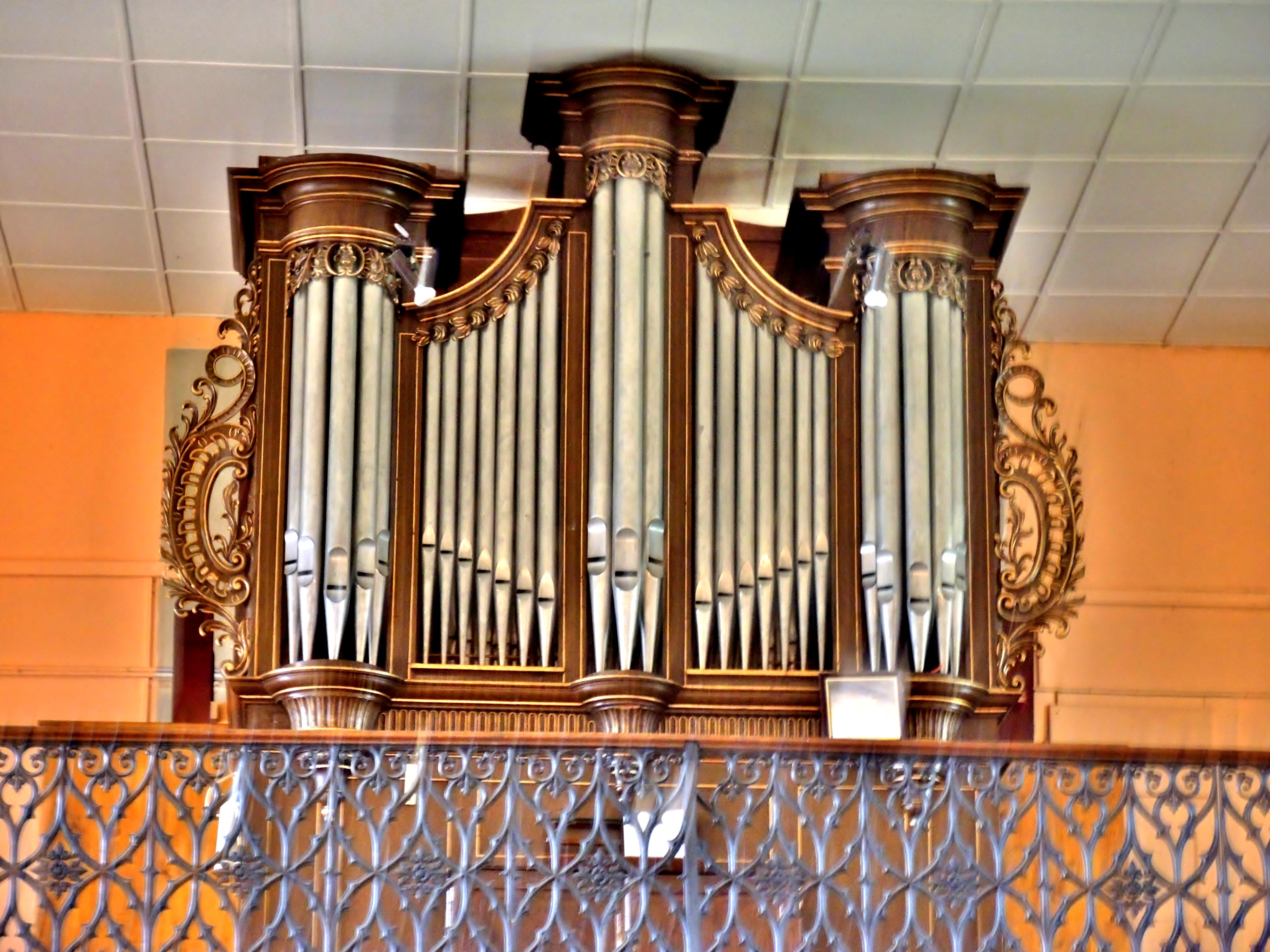
Orgue et la tribune.
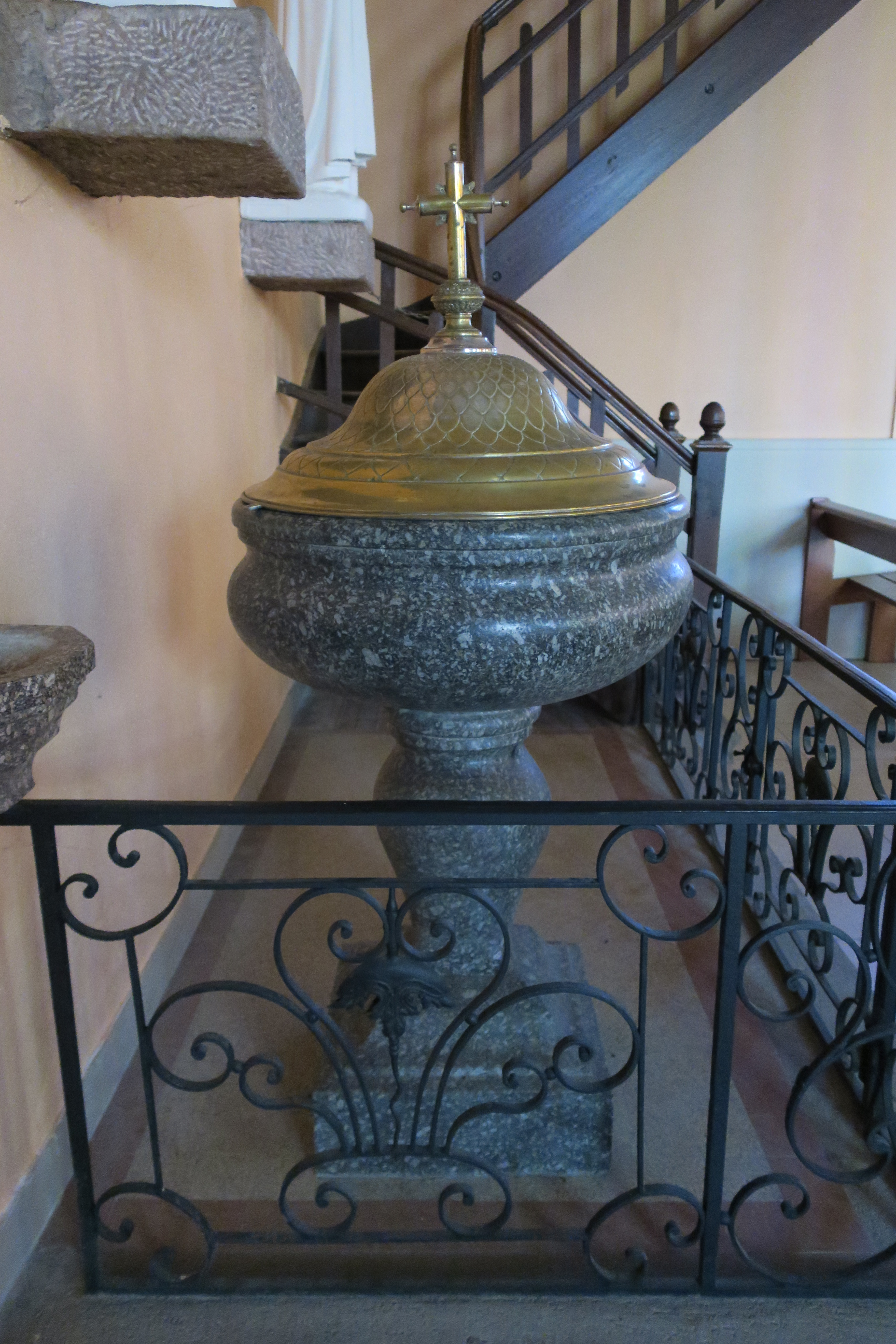
Fonts baptismaux.
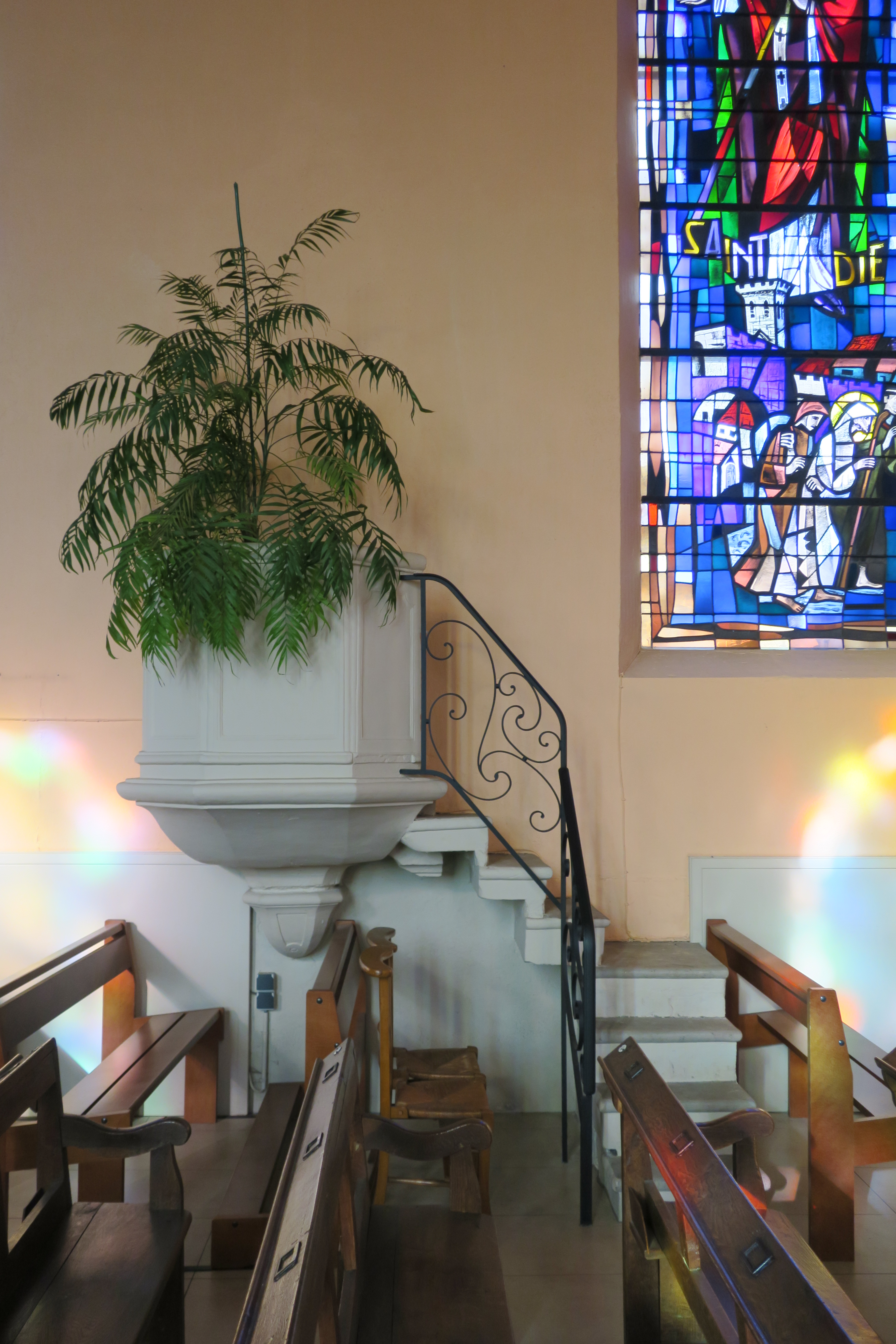
Chaire.

- L'orgue de l'église est de 1872 des frères Géhin[26],[27],[28],[29]. L'organiste est Gérard Joly, depuis 1953[30].

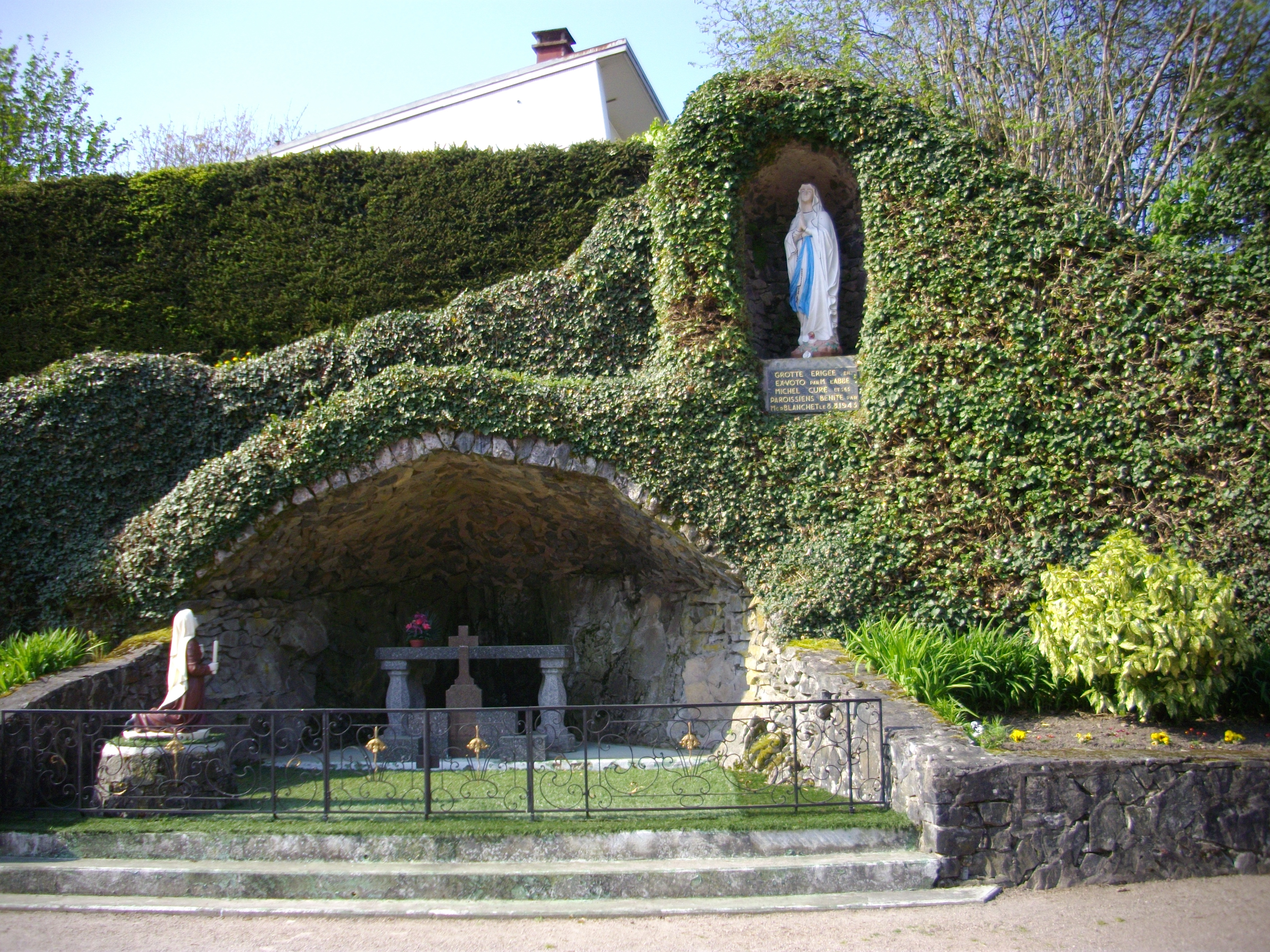
Grotte érigée en ex-voto.

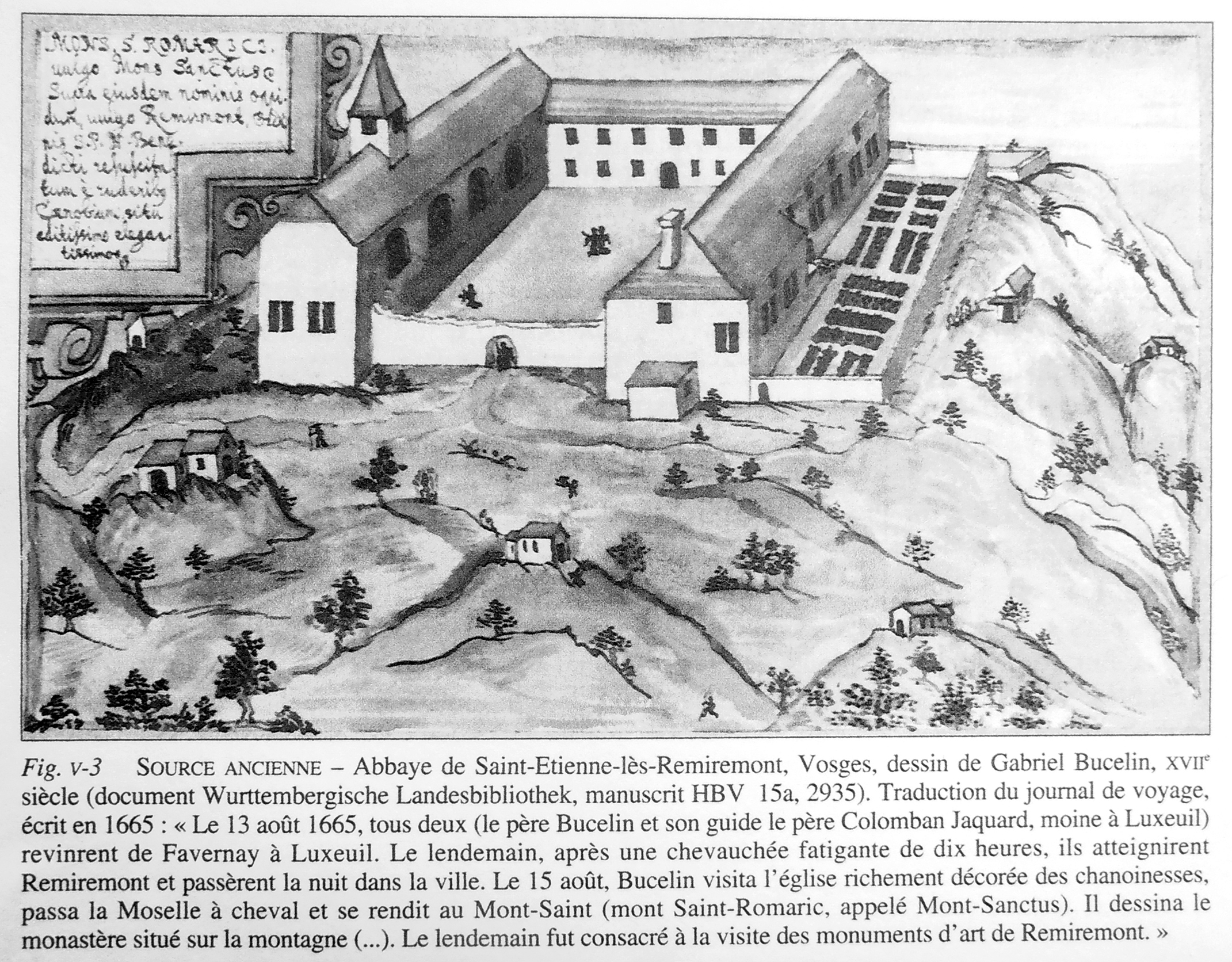
Gabriel Bucelin, L’Obituaire du Saint-Mont (1406), 1665, aquarelle.

- Le tableau représentant « Madame de Raigecourt-Gournay, chanoinesse de Remiremont présentée par saint Romary à saint Arnould, évêque de Metz »[31] a été classé au titre des objets mobiliers le 27 décembre 1907[32],[33].
- Tableau : La Lapidation de saint Etienne, peint vers 1875-1876 par Joseph Wencker[34],[35]
- Lambris de revêtement, stalles[36]
- Meubles de sacristie[37],[38],[39]
- Grotte de Lourdes[40],[41] :

Grotte érigée en ex-voto, dans le site derrière l'église, par M. l'abbé Michel et ses paroissiens. Consacrée en 1759, la grotte a été bénie par Émile Blanchet le 6 juin 1943.
Autres éléments religieux, relevés par le service régional de l'inventaire sur la commune :
- Croix monumentale en pierre située à la sortie du hameau (R.N. 66) du XVIe siècle, inscrite sur l'inventaire supplémentaire des monuments historiques par arrêté du 25 avril 1942[42],[43],[44].
- Croix et ermitage de Saint Arnould[45].
- La croix de la place du Vieux-Tilleul.
- Le site archéologique et la chapelle[46], situés sur le sommet du Saint-Mont, à cheval sur les communes de Saint-Étienne-lès-Remiremont et Saint-Amé[47].